# Governo Hong Song-nam I
Il governo Hong Song-nam I è stato il nono esecutivo della Repubblica Popolare Democratica di Corea, in carica dal 21 febbraio 1997 al 5 settembre 1998, col sostegno del Fronte Democratico per la Riunificazione della Patria.

## Appoggio parlamentare
| Assemblea popolare suprema | Assemblea popolare suprema                                                                                  | Seggi         |
| -------------------------- | --- | ------------- |
|                            | Partito del Lavoro di Corea Partito Socialdemocratico di Corea Partito Chondoista Chongu Totale maggioranza | 601 51 22 674 |
|                            | Chongryon Totale opposizione                                                                                | 13            |
| Totale                     | Totale | 687           |

| Assemblea popolare suprema | Assemblea popolare suprema                                                                                  | Seggi         |
| -------------------------- | --- | ------------- |
|                            | Partito del Lavoro di Corea Partito Socialdemocratico di Corea Partito Chondoista Chongu Totale maggioranza | 594 53 23 670 |
|                            | Chongryon Indipendenti Totale opposizione                                                                   | 7 10 17       |
| Totale                     | Totale | 687           |